# 天主教諾加萊斯教區
天主教諾加萊斯教區（西班牙語：Diócesis de Nogales）是墨西哥一個天主教教區，位於西北部索諾拉州北部，屬埃莫西約總教區。
教區成立於2015年3月19日。2015年有教友381,398人，佔總人口78.9%。有廿五個堂區、司鐸四十四人。現任教區主教為若瑟·良保·岡薩雷斯-岡薩雷斯。